# Staré Splavy
Staré Splavy (německy Thammühl am See, Thammühle) je lázeňské a rekreační městečko, část obce Doksy v okrese Česká Lípa. Jedná se o rekreační středisko na severozápadním břehu Máchova jezera. Na přelomu 19. a 20. století se jednalo o jednu z proslulých dovolenkových destinací v Českých zemích a v celém Rakousku-Uhersku. I v době první Československé republiky byly Staré Splavy oblíbeným rekreačním místem. Obec byla tehdy známá jako Böhmischer Lido („České Lido“).

## Historie
Roku 1222 byl na tomto místě postaven mlýn s náhonem. Za husitských válek byla vesnice zpustošena. První historicky doložená zmínka o obci „Ves pod Dogsy“ je v listině krále Jiříka z Poděbrad z roku 1460. V pobělohorských konfiskačních listinách z roku 1622 je obec označena jako „Ves pod Stawem“ nebo Alte Wehre (Staré Splavy). Německý název Thammühl (am See) pochází ze zkomoleniny dvou slov: alte Mühle - česky „starý mlýn“. Od roku 1850 jsou Staré Splavy součástí města Doksy.
K místu se váže řada legend. Podle jedné se starosplavský mlynář díky sázce s čertem zasloužil o vznik kopců Bezdězské vrchoviny. Jiná legenda vypráví o setkání Karla IV. s místním ovčákem při lovu na jelena a následném založení tehdy zvaného Velkého rybníka. Známé jsou i legendy o Daliborovi z Myšlína nebo o Myším hrádku - dnes Myší ostrůvek uprostřed jezera.

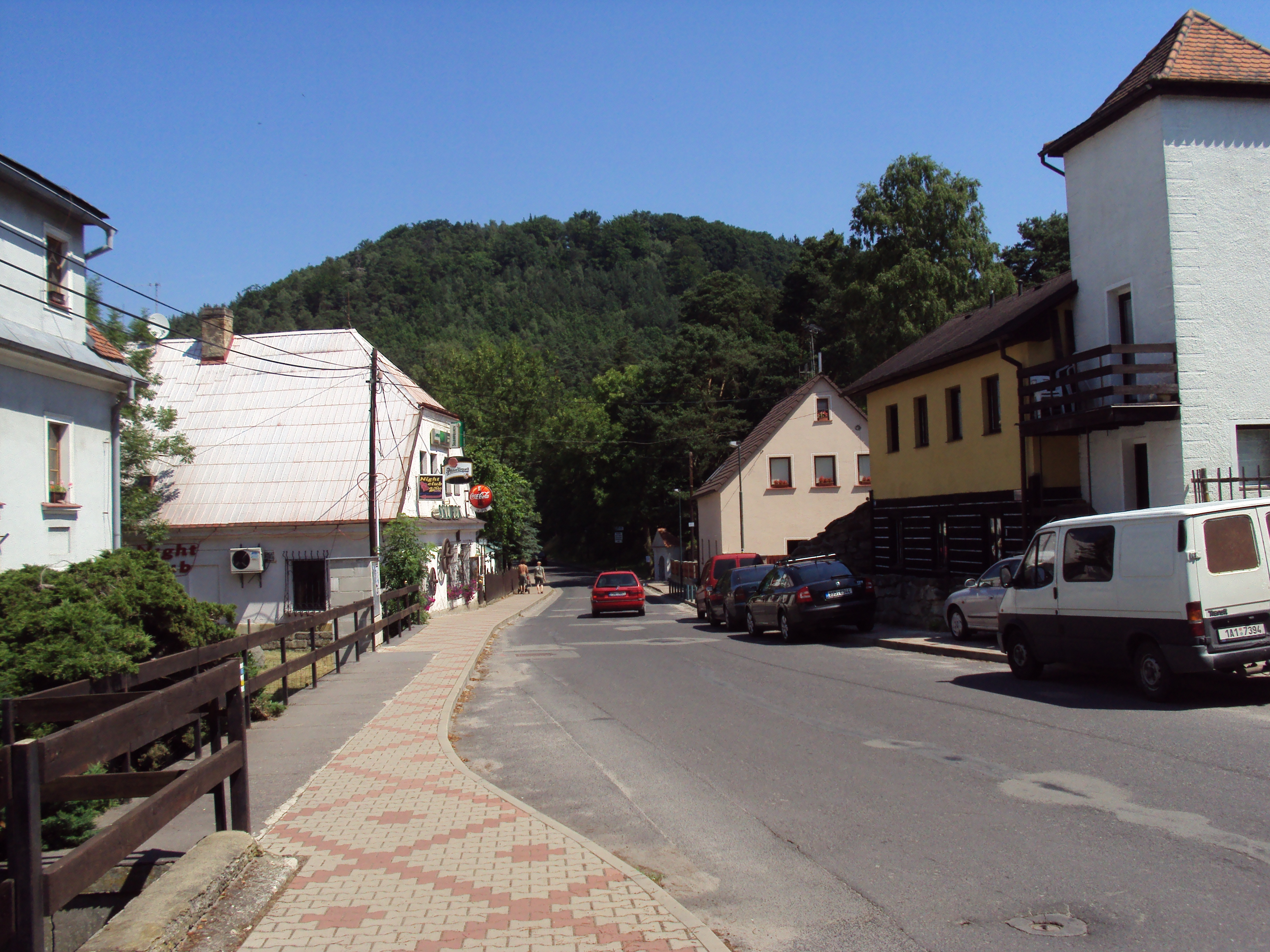
Vrch Šroubený

Na severní straně se rozkládá vrch Šroubený, lidově Šroubovák. Své jméno údajně získal podle srubu, který stával na jeho vrcholku a sloužil jako strážní věž - Šroubený (německé jméno kopce je Schraubenberg). Tato hláska byla pravděpodobně součástí opěrných bodů zajišťujících bezpečnost na významné kupecké trase ze Žitavy přes Bezděz do Prahy.
Z nedalekého vrchu Borný prý císař Francouzů Napoleon Bonaparte obhlížel v srpnu roku 1813 tamější terén. Jeho přítomnost byla zaznamenána i na dalších místech v kraji (Jablonné v Podještědí, Mimoň).
V roce 1867 byla obec spojena s okolím železniční tratí.. Trať 080 vedoucí z Bakova nad Jizerou do České Lípy a Jedlové je dodnes funkční a má ve Starých Splavech zastávku. Jednoduchá dřevěná budova pochází z konce 19. století.

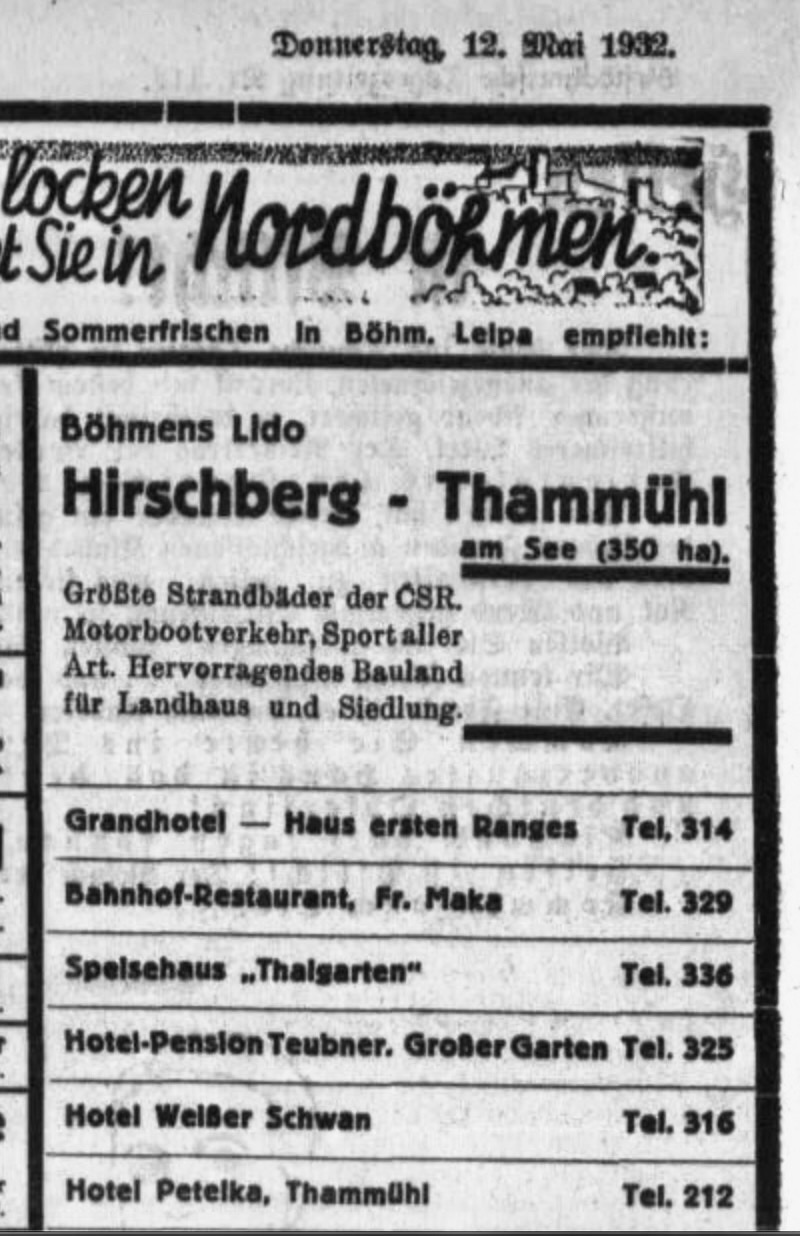
Inzerát na letní lázeňské ubytování v Doksech a Starých Splavech z dobového tisku, rok 1932

Svoji proslulost získaly Staré Splavy koncem 19. století a zejména ve dvacátých letech 20. století, kdy se sem sjížděla tzv. lepší společnost, hlavně na letní pobyty. Svá sídla si zde postavilo mnoho zámožných rodin, často židovských, jako byli Mauthnerovi, Bondyovi, Kohnovi (Kohnova vila) nebo rodina pozdějšího filmového režiséra Miloše Formana. Staré Splavy a Máchovo jezero se také objevují v dílech mnoha českých židovských spisovatelů, např. Karel Poláček, Franz Kafka, František R. Kraus a jiní.
Do druhé světové války se Starým Splavům pro exkluzivní prostředí a oblíbenost zejména u vyšší společenské třídy (např. prvorepublikoví herci, architekti či podnikatelé) přezdívalo Böhmischer Lido (České Lido) nebo Böhmische Riviera (Česká Riviéra). Staré Splavy, stejně jako Doksy, získaly přídomek vzdušných lázní nebo letoviska. V roce 1930 byla mezi Starými Splavy a Doksy zavedena pravidelná lodní doprava parníčkem Tista (dnes Hynek), vyrobeném v Berlíně.

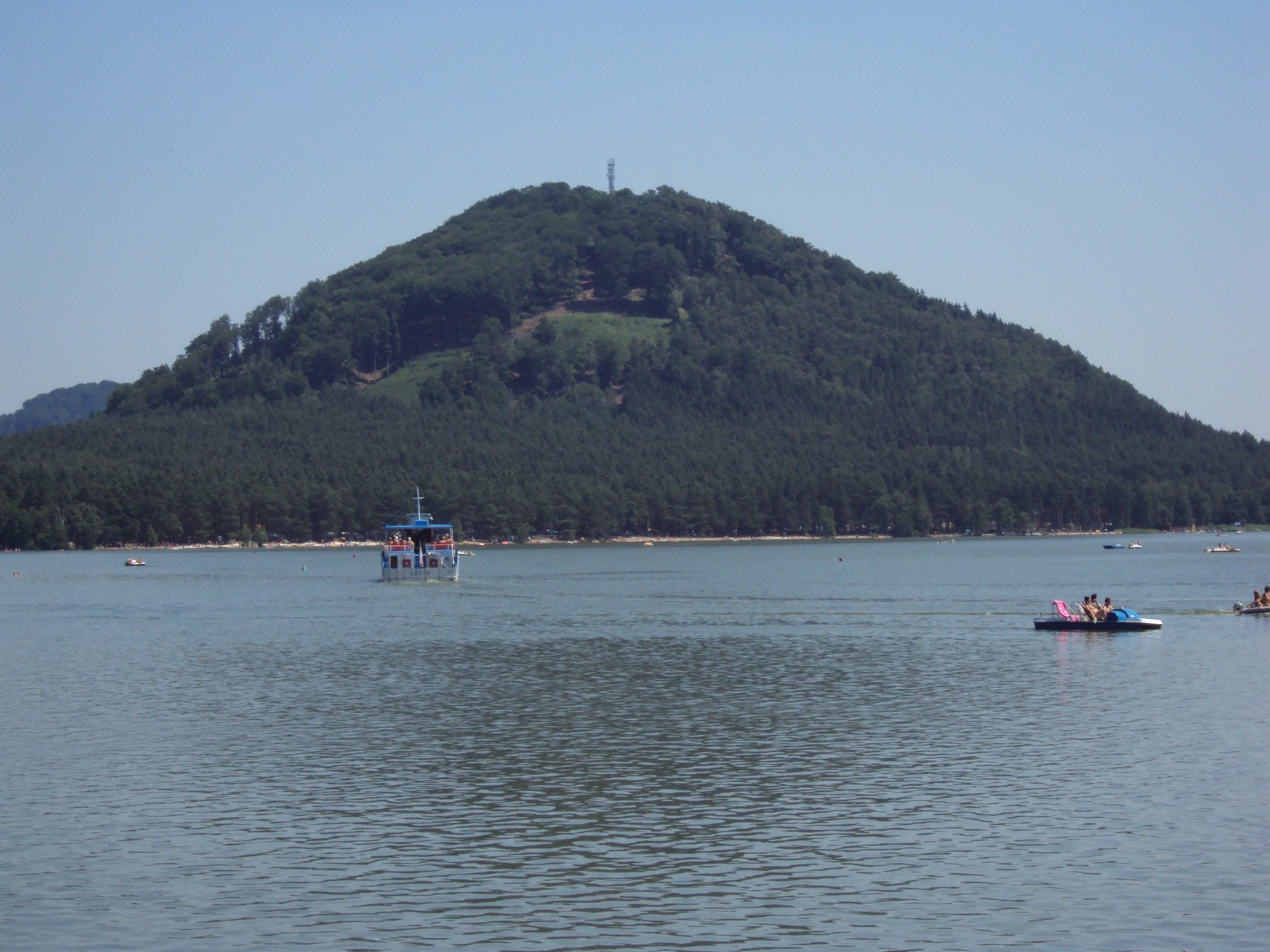
Vrch Borný nad Máchovým jezerem

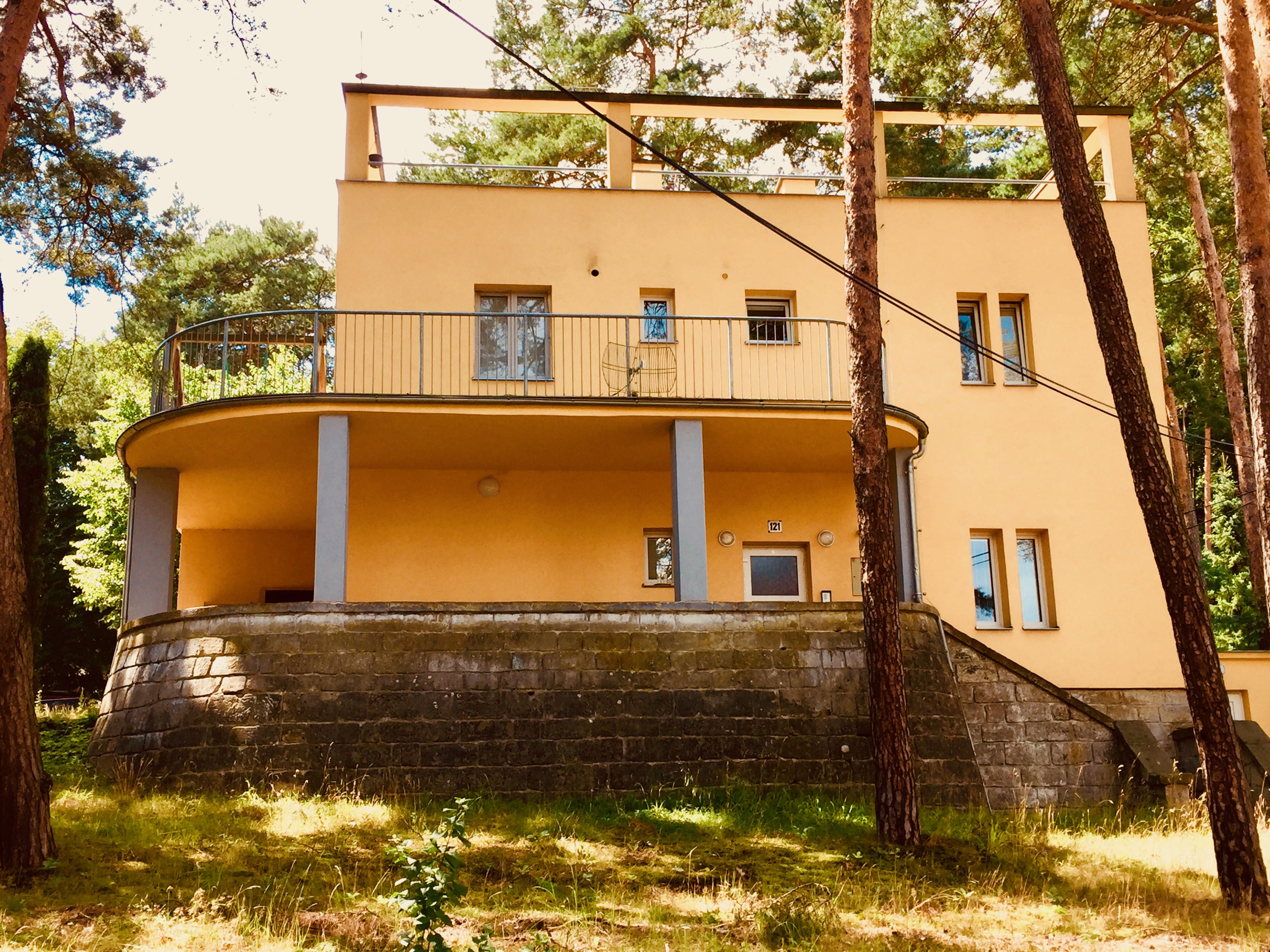
Funkcionalistická vila architekta Otty Kohna, otce Miloše Formana. Stojí v lokalitě Lázeňský vrch.

Po Mnichovské dohodě se obec stala součástí Sudet a za druhé světové války hrála roli německého lazaretu a útulku pro německé těhotné ženy. Po válce došlo k masivnímu odsunu německého obyvatelstva a dosídlení převážně českým obyvatelstvem, a Staré Splavy se staly opět známým odpočinkovým centrem, od padesátých let i místem organizované tzv. odborářské rekreace. Významnými středisky se staly zotavovny Racek (dnes středisko Roháč a sídlo infocentra), K. H. Mácha, Na Pobřeží (zbořena v sedmdesátých letech) nebo Ruch (dříve Hotel Petelka). V osmdesátých letech byl postaven komplex zotavovny Rudý říjen, dnešní hotel Bezděz.
V 90. letech došlo kvůli velkému poklesu odborářských dovolených k dočasnému snížení návštěvnosti ve Starých Splavech a chátrání některých objektů. Ty byly postupně privatizovány.
Staré Splavy nabízejí unikátní koncentraci rekreačních objektů a řadu možností trávení volného času uprostřed přírodních krás Máchova kraje. Jsou východiskem mnoha turistických tras, například do nedalekých Hradčanských stěn v bývalém vojenském prostoru Ralsko, v nichž nalezneme dosud neporušenou přírodu a četné bizarní skalní útvary. Obec a její okolí sloužily několikrát jako kulisa pro natáčení filmů.
Přes současné snahy o komerční exploataci místa si Staré Splavy stále udržují svou původní atmosféru, sahající k předválečné slávě lázeňského letoviska.

## Obyvatelstvo
Při sčítání lidu v roce 1921 ve vsi žilo 275 obyvatel (z toho 134 mužů), z nichž byli čtyři Čechoslováci, 269 Němců a dva cizinci. Kromě osmi evangelíků se hlásili k římskokatolické církvi. Podle sčítání lidu z roku 1930 měla vesnice 470 obyvatel: 27 Čechoslováků, 437 Němců a šest cizinců. Většina (430 osob) byla římskými katolíky, 27 lidí patřilo k evangelickým církvím, dva k církvi československé, devět k jiným nezjišťovaným církvím a dva lidé byli bez vyznání.
| Rok            | 1869 | 1880 | 1890 | 1900 | 1910 | 1921 | 1930 | 1950 | 1961 | 1970 | 1980 | 1991 | 2001 | 2011 | 2021 |
| -------------- | ---- | ---- | ---- | ---- | ---- | ---- | ---- | ---- | ---- | ---- | ---- | ---- | ---- | ---- | ---- |
| Počet obyvatel | 283  | 250  | 253  | 246  | 239  | 275  | 470  | 553  | 715  | 686  | 610  | 568  | 534  | 584  | 591  |
| Počet domů     | 48   | 48   | 50   | 49   | 52   | 63   | 154  | 179  | 179  | 151  | 163  | 213  | 210  | 252  | 252  |

## Doprava

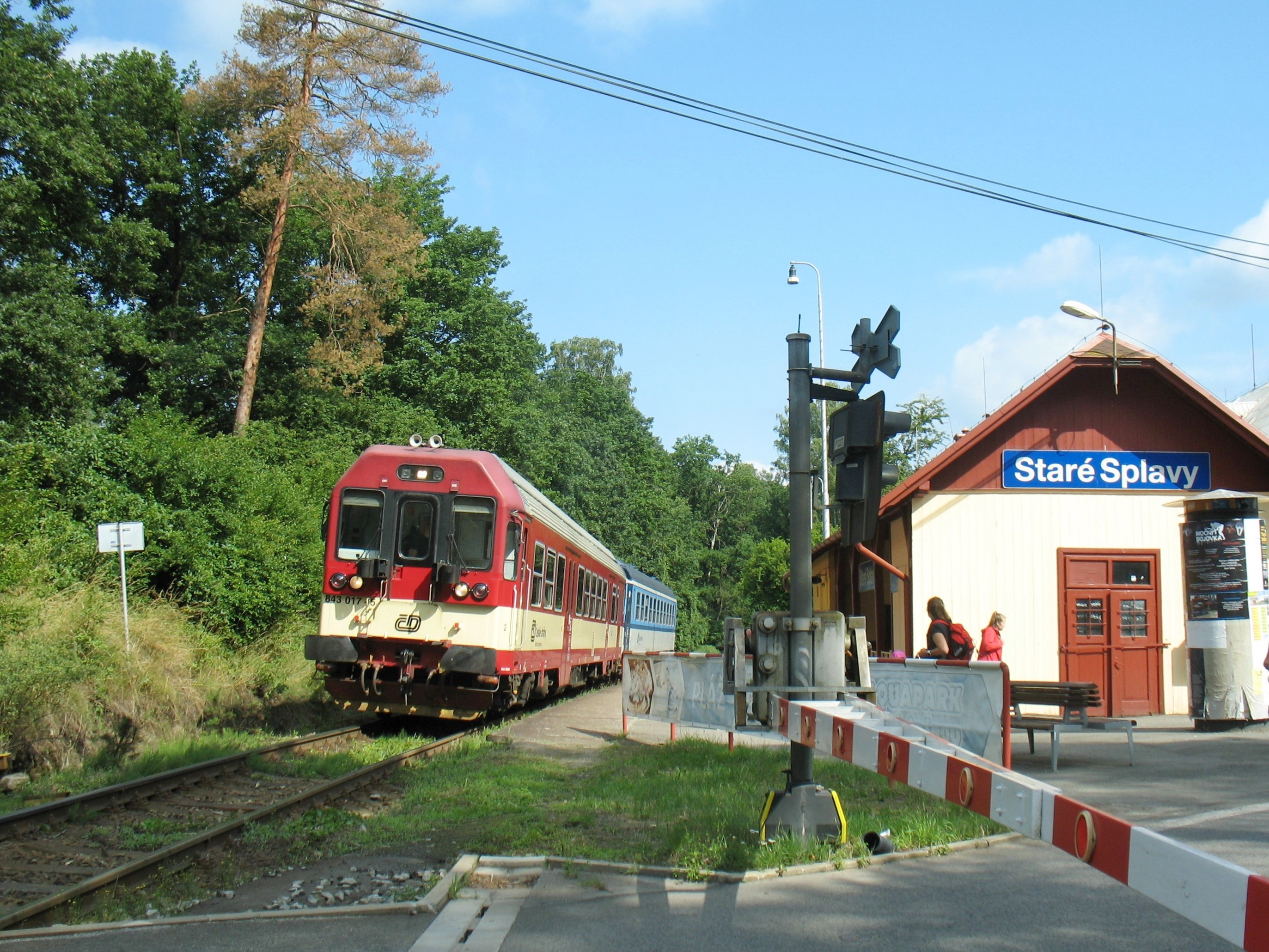
Vlak Os 6007 odjíždí ze Starých Splavů do Doks

Obec lemuje silnice první třídy I/38. Ve Starých Splavech se také nachází železniční zastávka na trati Bakov nad Jizerou – Jedlová, kde zastavují osobní vlaky Česká Lípa - Bakov nad Jizerou, Jedlová - Doksy a v letním období i vybrané rychlíky linky D23 Rumburk - Kolín. Zastávka je pro osobní vlaky na znamení.
V sezoně je mezi Starými Splavy a Doksy v provozu motorový výletní vláček.

## Služby
- ubytování: několik hotelů, řada restaurací, penzionů, chatek a kempů
- turistika: východisko několika cyklotras i tras určených pro pěší turisty, např. modré do České Lípy či žluté okružní kolem Máchova jezera. Je zde půjčovna kol a prodej lyží
- vodní sporty: pláž s akvaparkem, jachtclub, půjčovna lodí, rekreační rybaření, vyjížďky parníkem
- sport: tenisový areál, minigolf, lanová dráha – Jungle Creek, motokáry
- informace: sezónní turistické infocentrum

## Kulturní a společenské akce
- Open air party Mácháč
- Otvírání Máchova jezera v Doksech

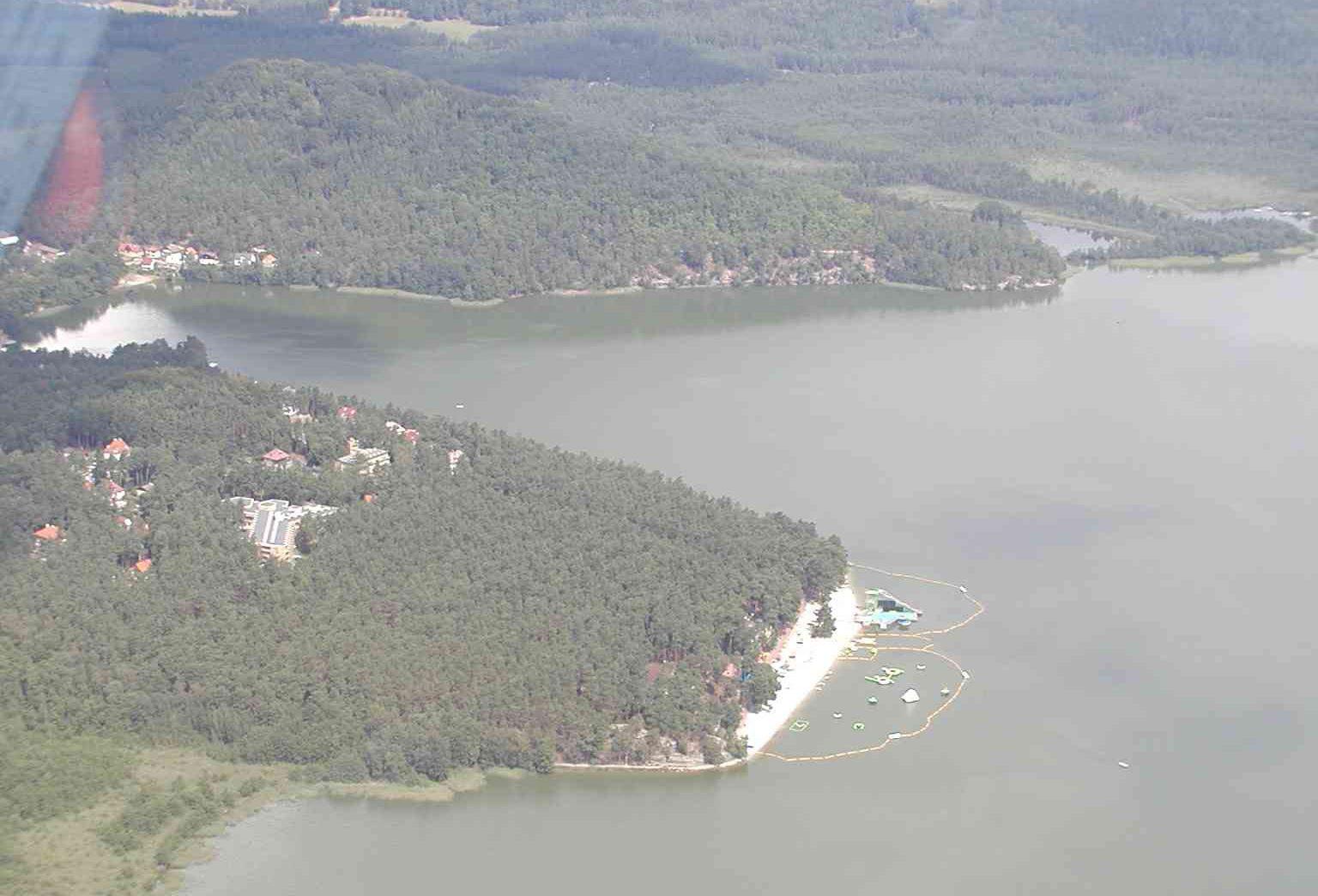
Staré Splavy - pláž

- Otvírání Máchova jezera a Starosplavská pouť organizovaná vždy poslední víkend v červenci
- Masopustní průvod a oslavy

## Sport
- Cyklistický závod TOUR DE RALSKO
- Cyklistický závod TOUR DE Mácháč

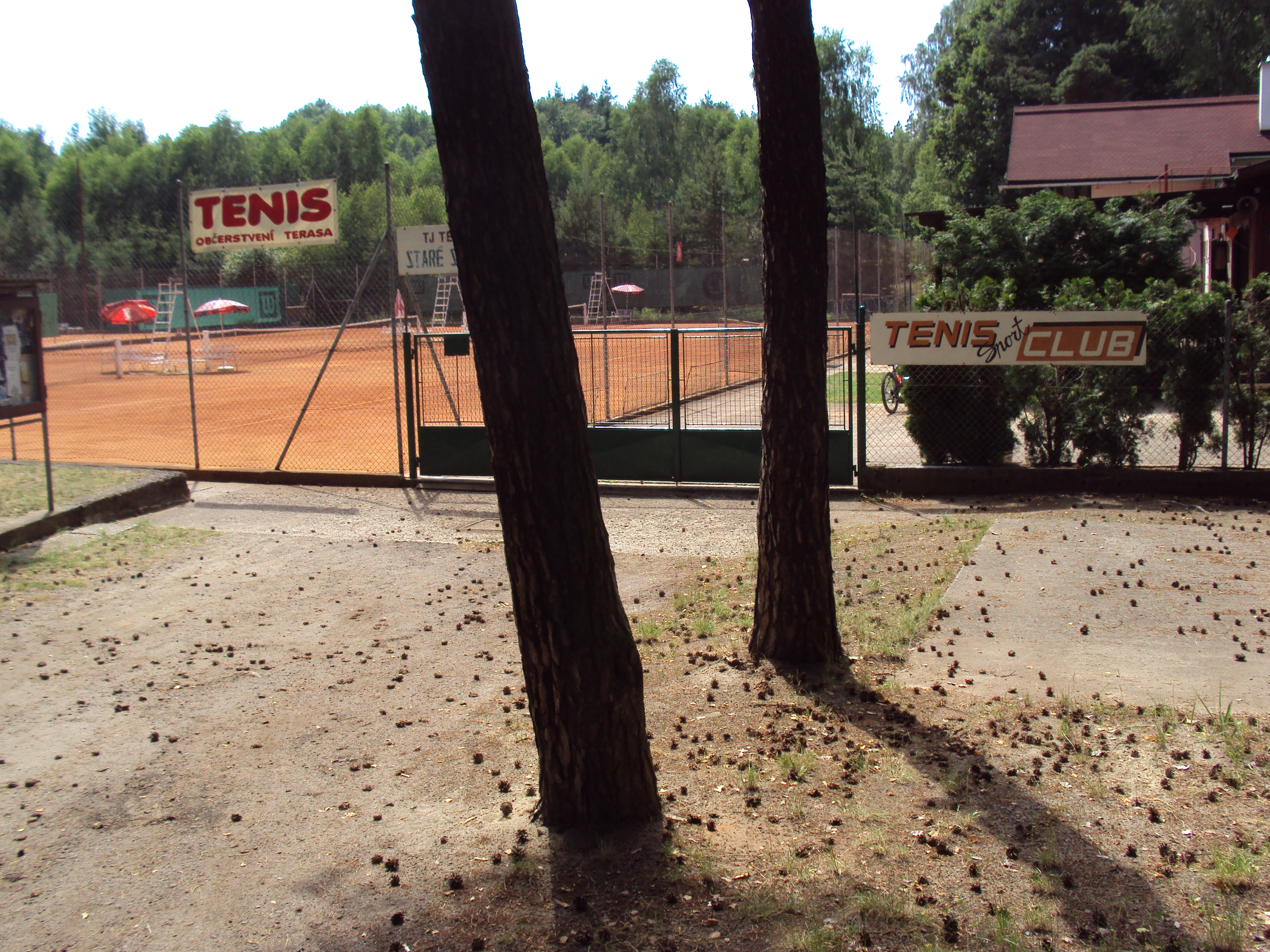
Areál Tenis clubu

- Jarní pochody Po stopách Karla Hynka Máchy organizované MěKS v Doksech
- V roce 1972 bylo ve Starých Splavech pořádáno Mistrovství světa v orientačním běhu.
- Mistrovství České republiky v jachtingu ve třídě Pirát
- MČR ledních jachet
- Mistrovství ČR pro lodní třídu Star byl YC Staré Splavy
- Mistrovství ČR třídy Pirát

### Tenis
Ve Starých Splavech se každoročně od roku 2007 koná ženský profesionální tenisový turnaj okruhu ITF. Je veden pod oficiálním názvem Macha Lake Open, v seznamech turnajů pak jako ITF Stare Splavy. V letech 2017 a 2018 byl turnaj dotován sumou 25 000 dolarů (kategorie W25). Pro rok 2019, kdy se turnaj konal od 17. do 23. června, měl již vyšší celkovou finanční dotaci pro hráčky, a sice 60 000 dolarů. Patřil do kategorie W60 + H (H = hospitality, anglicky pohostinnost), čímž se zařadil mezi významnější a více sledované turnaje okruhu ITF. Ve dvouhře se jej zúčastnilo celkem 56 hráček z celého světa včetně těch, které neprošly kvalifikací do hlavního pole (main draw). Kromě toho byla hrána také čtyřhra za účasti 16 párů. Do finále turnaje ve dvouhře se probojovaly dvě české tenistky. Jedna z nich, Barbora Krejčíková, přijela jako vítězka grandslamových turnajů ve čtyřhře French Open v Paříži a ve Wimbledonu v roce 2018 (v roce 2021 se stala vítězkou French Open ve dvouhře i čtyřhře). Ve finále turnaje roku 2019 porazila Denisu Allertovou 6-2, 6-3 a do žebříčku WTA si připsala 100 bodů.
Po roční přestávce způsobené pandemií covidu-19 se tenisový turnaj žen koná od 14. do 20. června 2021 za obdobných podmínek jako v roce 2019. Následující ročník turnaje proběhl mezi 13. a 19. červnem 2022 na antukových kurtech v České Lípě.

### Fotbal

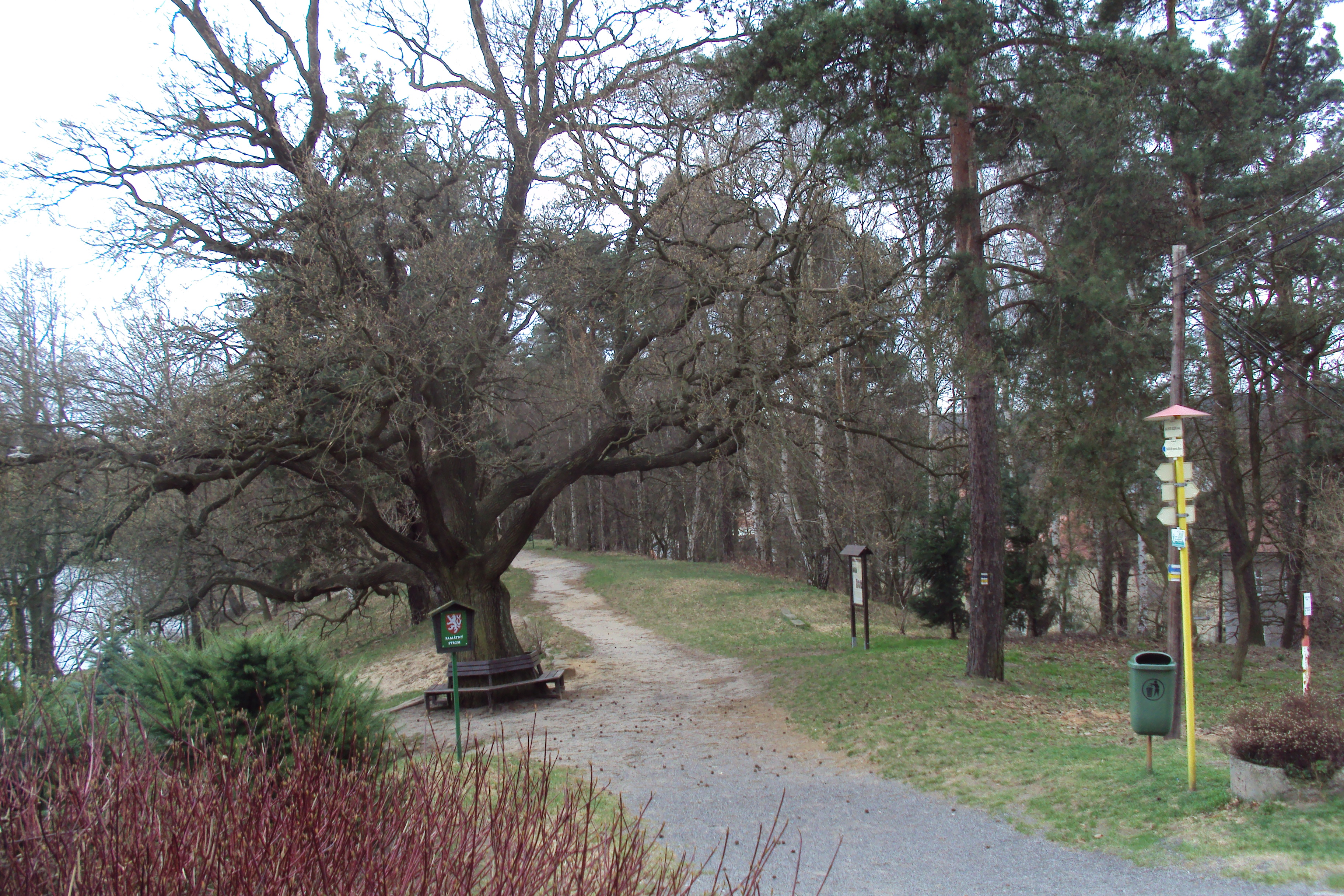
Památný dub na severním konci hráze Máchova jezera

Fotbalový tým mužů TJ Staré Splavy, založený v roce 1959, zakončil sezónu 2010/2011 v I. B třídě Libereckého kraje na 8. místě. O rok později ve stejné soutěži skončil sedmý.
V sezóně 2018/2019 hrálo mužstvo ze Starých Splavů pod hlavičkou TJ Doksy B rovněž v I. B třídě Libereckého kraje a skončilo na 7. místě.

## Pamětihodnosti

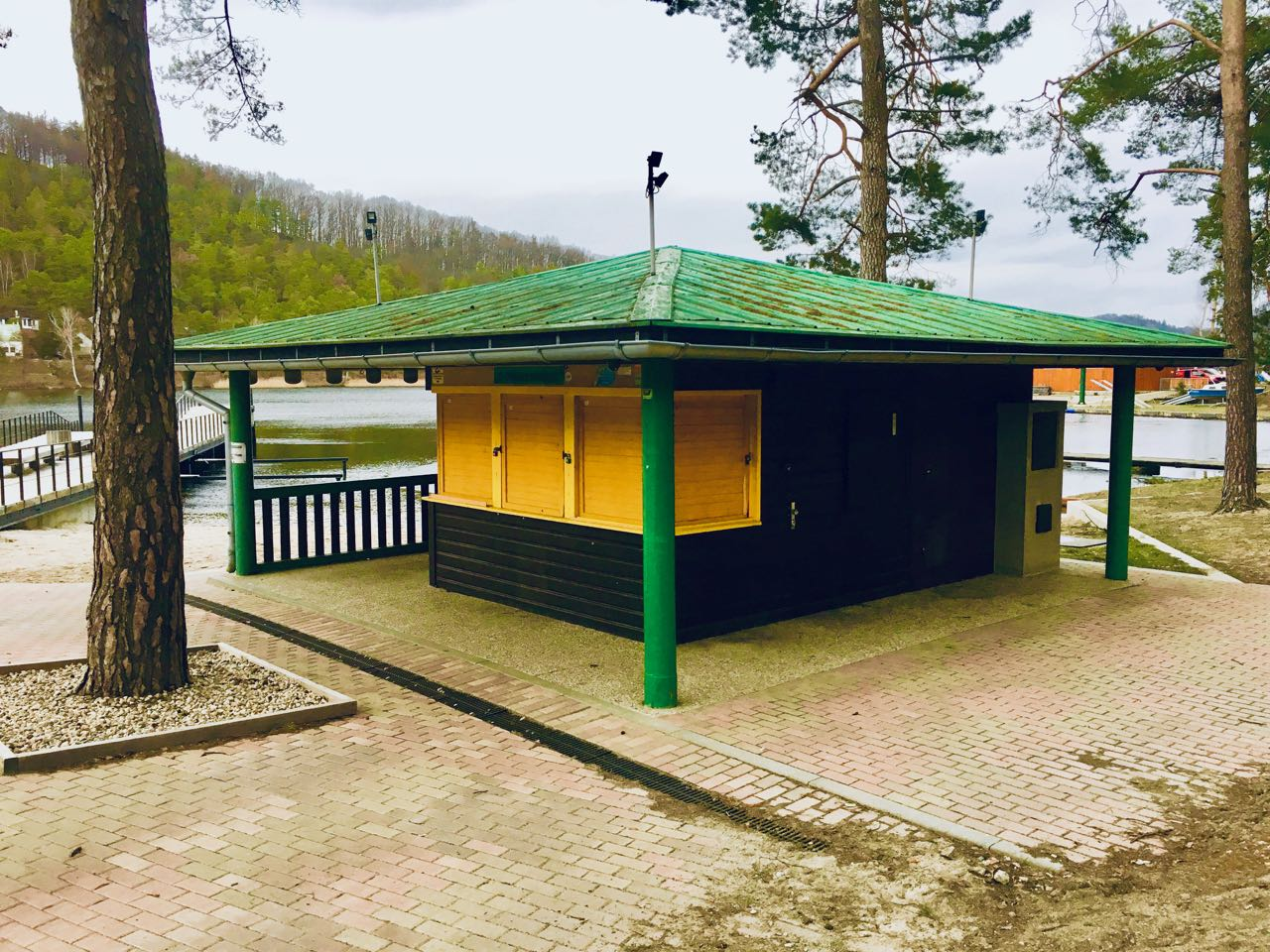
Funkcionalistický kiosek na tzv. Malé pláži ve Starých Splavech

- Původní gotická propusť z doby Karla IV. (z roku 1366)
- Gotická hráz Máchova jezera ze 14. století s alejí památných stromů, zejména borovic a dubů, z 19. století
- Soubor dřevěných roubených usedlostí na návsi ze 17.–19. století
- Podhrázský mlýn, původně barokní, klasicistně upravený
- tzv. Jarmilina skála
- Architektonická zástavba na Lázeňském vrchu, např.
- Kohnova vila,
- Villa Dela,
- Formanova vila Rut
- Villa Dora,
- Villa Angela
- Budova nádraží z konce 19. století
- Původní dochované funkcionalistické lázeňské rekreační budovy z první poloviny 20. století; zejména Kiosek u Přístaviště, Velká pláž s mýtnými boudami a převlékárnami, budova Yachtklubu Staré Splavy aj.
- Tzv. Splavský lev, popř. Lev Splavák, původně vrchní část pomníku padlým v první světové válce v Žatci; po r. 1945 ukryto ve sběrných surovinách a na konci 60. let přemístěno do chatové osady u Starých Splavů; po r. 2000 přemístěno do parčíku u starosplavského mlýna[19]
- Motorová loď Hynek z roku 1930[20], zajišťující kyvadlovou dopravu mezi Starými Splavy a Doksy
- Národní přírodní památka Jestřebské slatiny

### Zaniklé a zničené pamětihodnosti

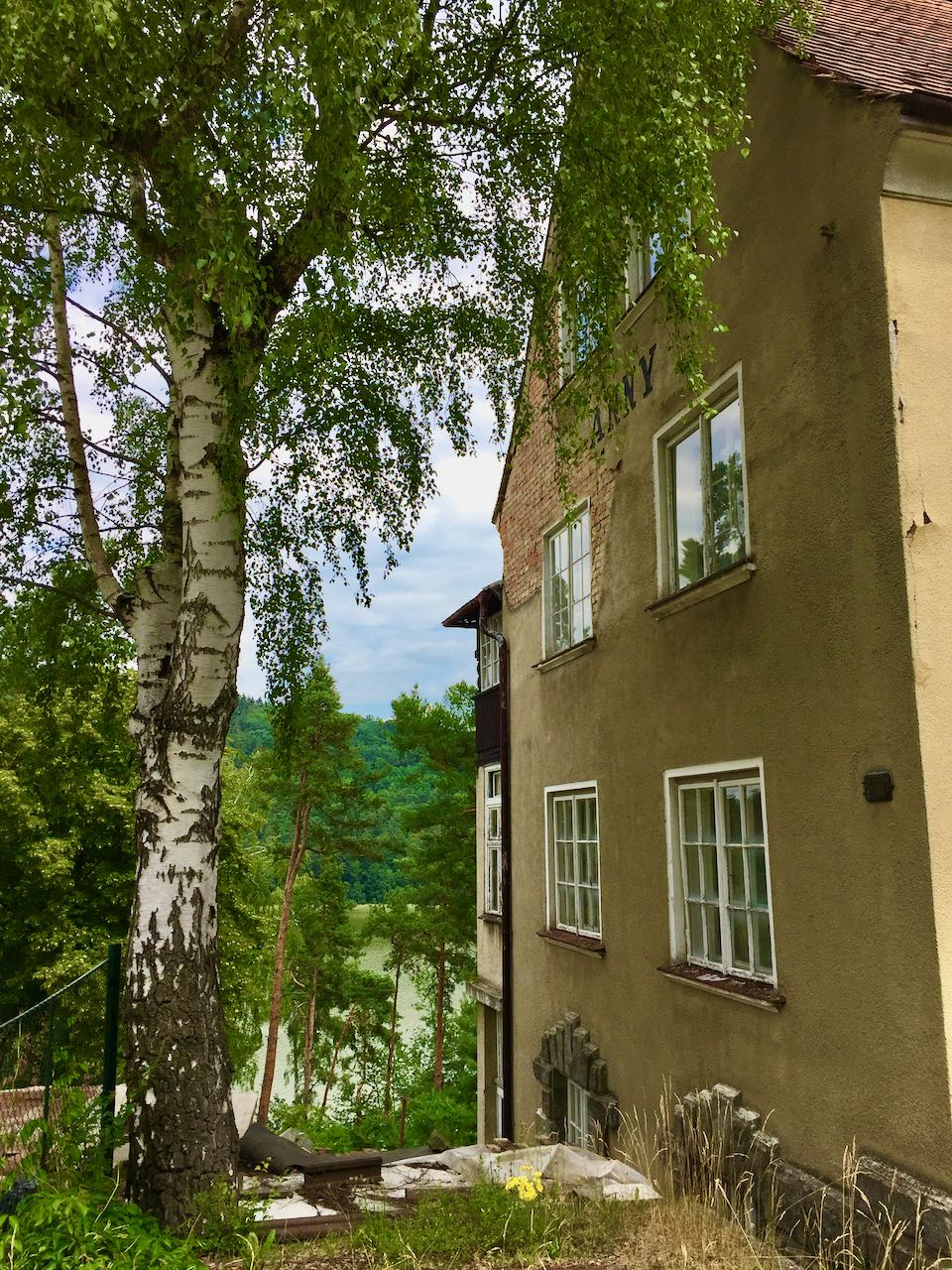
Villa Anny z 20. let 20. století ve stylu pozdní geometrické secese na lokalitě Lázeňský vrch, bezdůvodně stržena v březnu 2020

- Pomník padlým v první světové válce na návsi (odstraněno po r. 1945), poškozené zbytky památníku se nacházejí v zahradě soukromého domu nad jezerem
- Soubor secesních lázeňských vilek na Hrázi, původně do 1945 hotel "Am Strand" (demolice po r. 1968)
- Socha Karla Hynka Máchy na Jarmilině skále (shozena do jezera místními Sudetskými Němci r. 1938, posléze vylovena a odvezena Čechy; dnes umístěna v Bělé pod Bezdězem)[21]
- Letní kino (zničeno po r. 2000)
- Secesní lázeňská villa "Bellevue" (stržena po r. 2013 Fero Feničem)[zdroj?]
- Villa "Anny" ve stylu pozdní geometrické secese (bezdůvodně stržena 2020)
- Od února 2021 probíhá za vědomí vedení města rozsáhlá kontroverzní devastace městských lesů formou řízeného kácení na cca 1000 ha[22], spravovaných firmou Městské lesy Doksy. V rámci obce by tak měla být pokácena až celá jedna třetina všech vzrostlých stromů (zejména borovic), tedy asi 100 000 stromů[22]. Proti tomu se u místních obyvatel vzedmula velmi silná vlna odporu, kauzu dokonce přijela v březnu 2021 natáčet TV Prima.[23][22] V minulosti už v oblasti k nucenému kácení docházelo, proti čemuž protestovalii rovněž ekologičtí aktivisté.[24][25] I podle vyjádření odborníků bylo kácení zbytečné.[26]

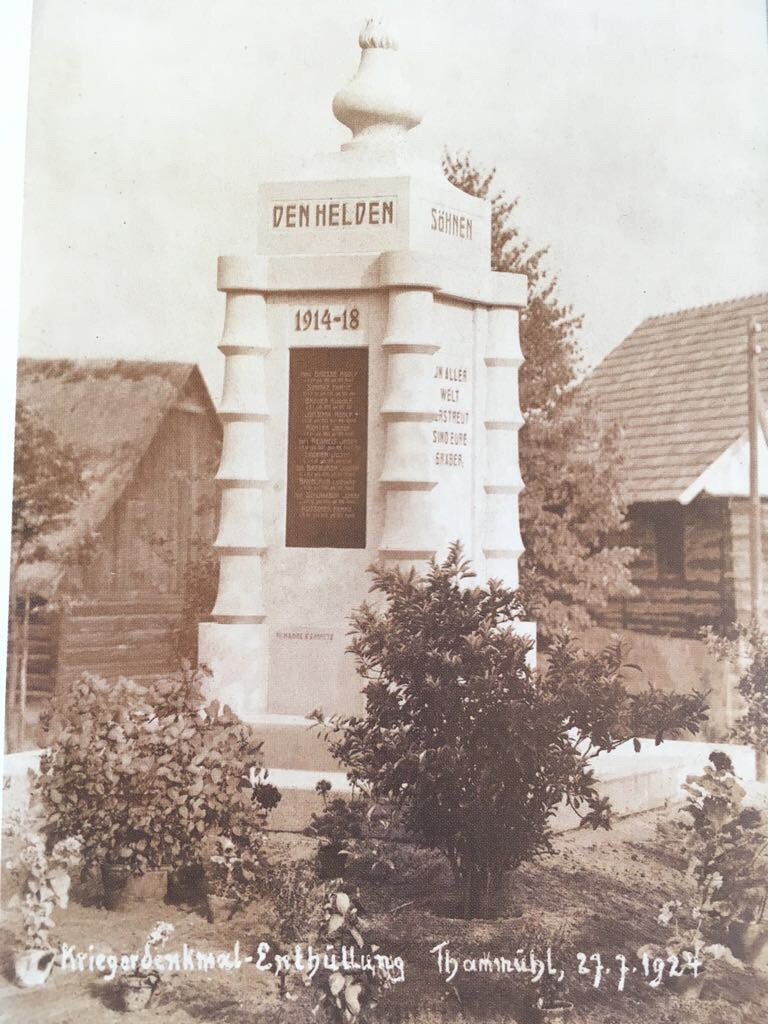
Pomník občanům Starých Splavů padlým v první světové válce na návsi. Odhaleno 1927, zničeno 1945

## Osobnosti

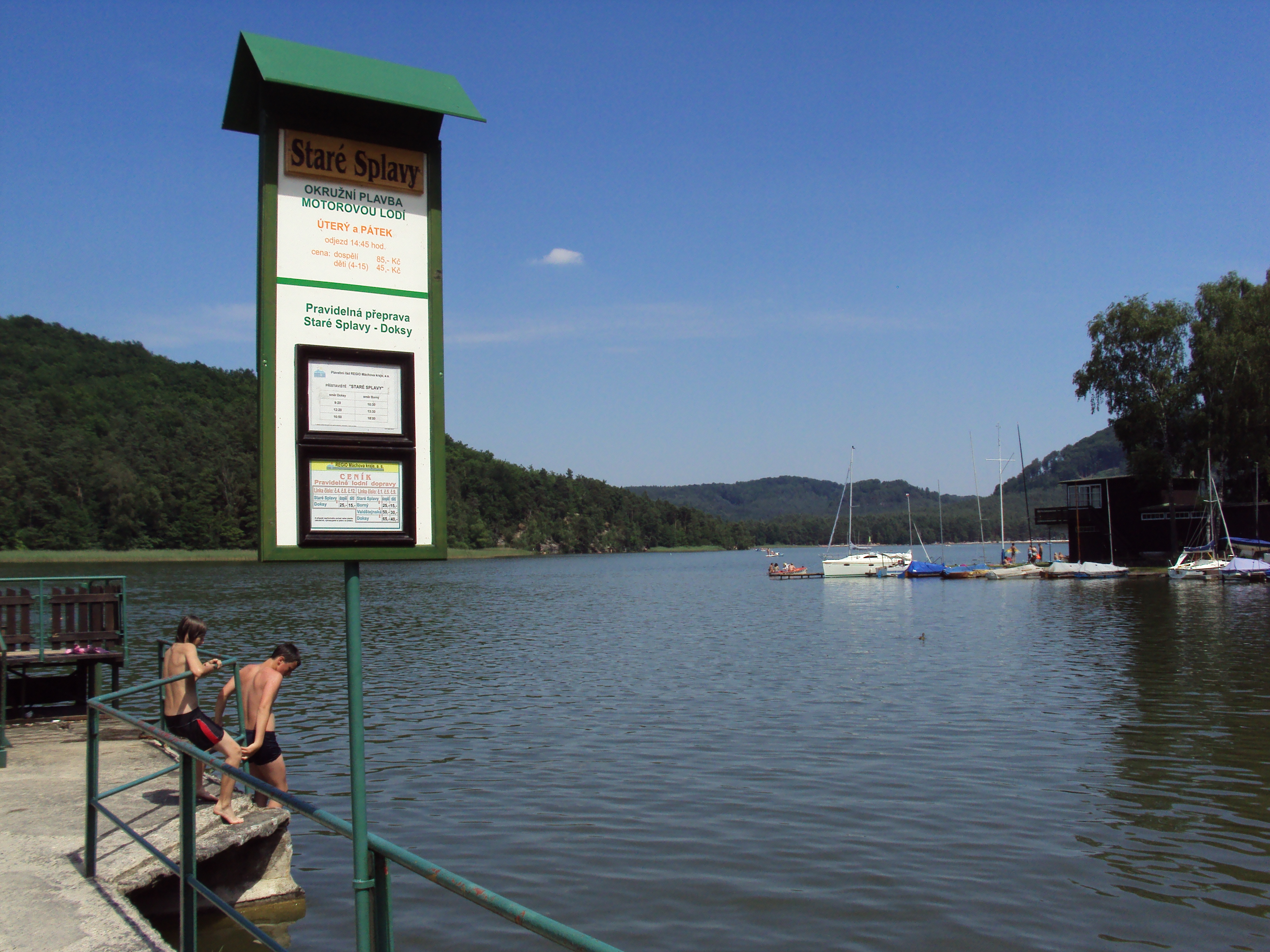
Přístaviště Staré Splavy - původní podoba

- Karel IV.
- Oldřich Tista z Libštejna
- Hynek Berka z Dubé
- Karel Hynek Mácha
- Vítězslav Nezval
- Miloš Forman
- Hans Krása
- Karel Poláček
- Franz Kafka
- Július Torma
- Yvonne Přenosilová
- Judita Čeřovská
- Waldemar Matuška
- Alfréd Meissner
- Otto Kohn
- Karel Krautgartner
- Karel Štorkán
- František R. Kraus
- Tomáš Kraus
- Egon Erwin Kisch
- Friedrich Torberg
- Marek Vašut
- Cyril Suk
- Václav Marhoul
- Fero Fenič
- Pavel Aron

## Filmografie
- Cikáni (1921, režie Karel Anton)
- Před maturitou (1932, režie Vladislav Vančura, Svatopluk Innemann)
- Zítra se bude tančit všude (1952, režie: Vladimír Vlček)
- Florenc 13.30 (1957, režie Josef Mach)
- Tři přání (1958, režie: Ján Kadár, Elmar Klos)
- Májové hvězdy (1959, Sovětský svaz/Československo, režie Stanislav Rostockij)
- Nevinnost (2011, režie Jan Hřebejk)
- Nabarvené ptáče (2019, režie Václav Marhoul)